# 大同書

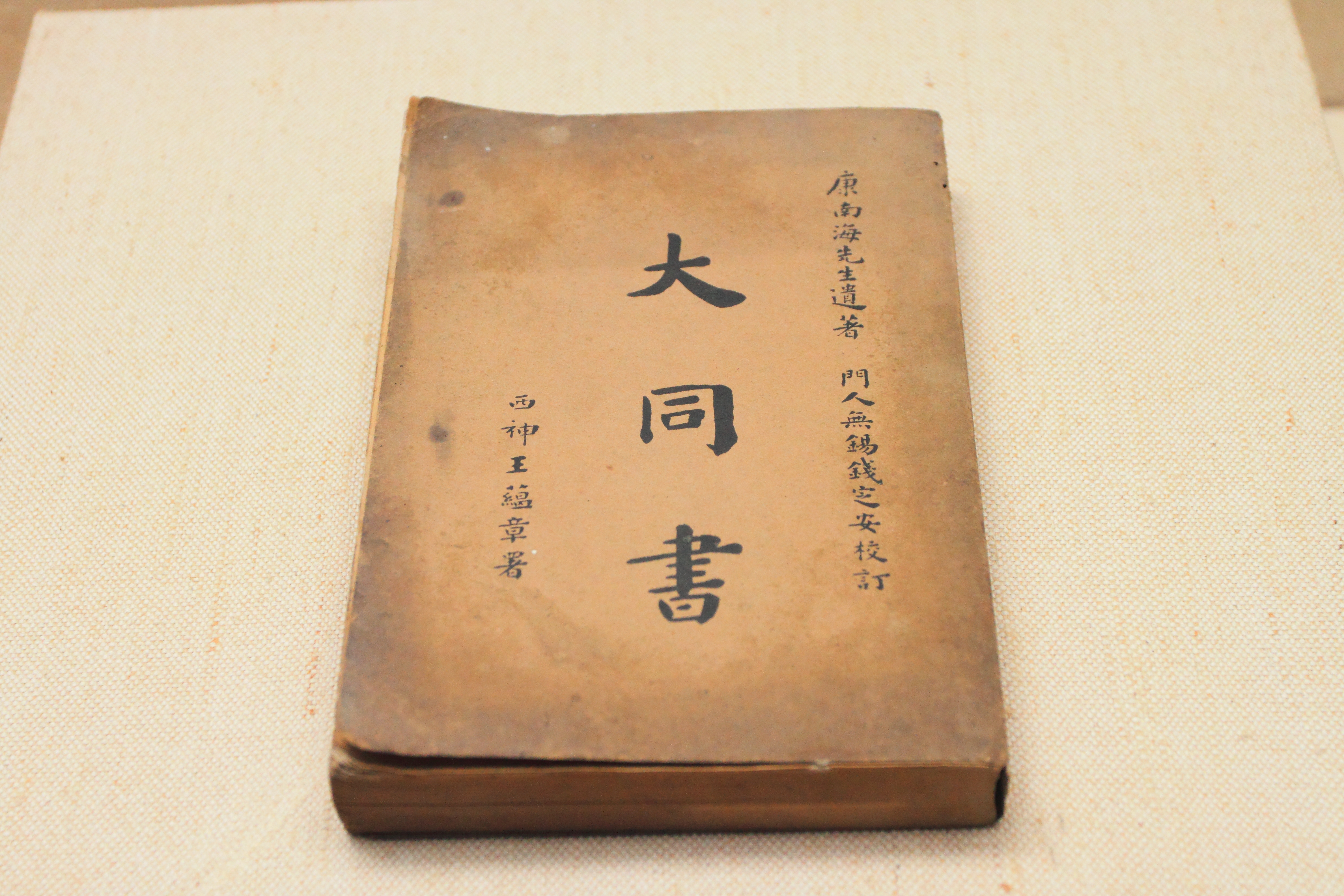
廣東省博物館藏《大同書》

《大同書》是中國近代著名思想家康有為的著作，寫成於1901年，主要闡述了作者的大同思想。

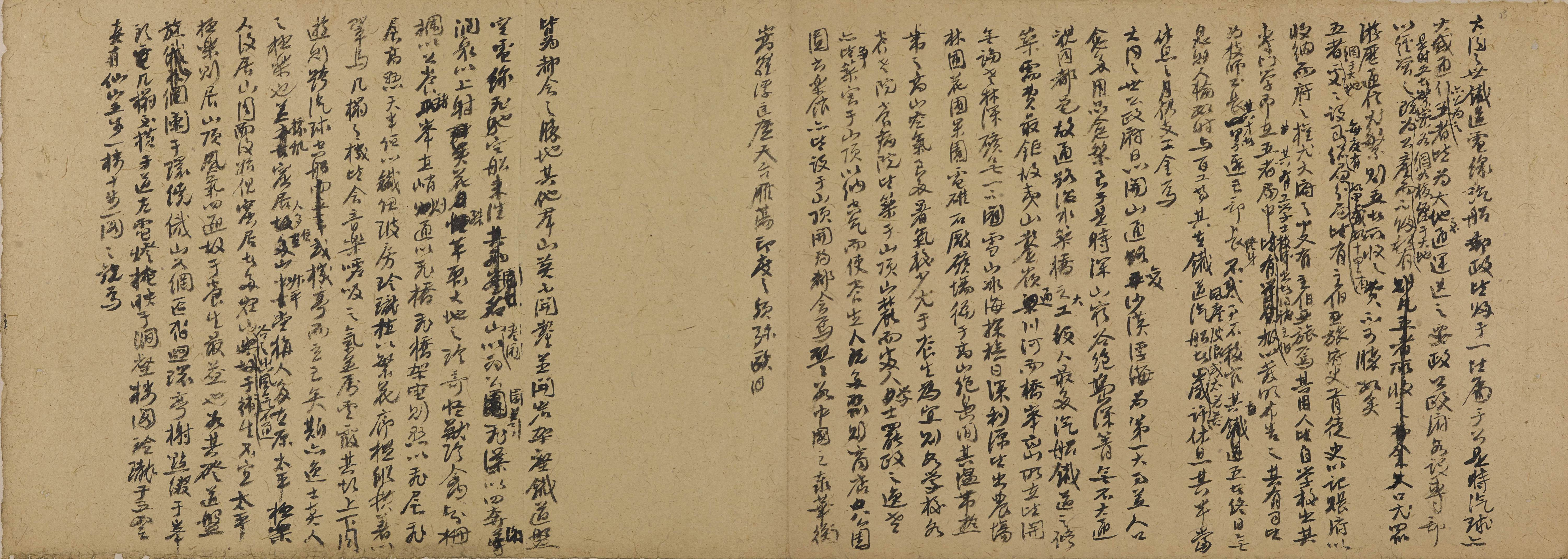
《大同书》手稿，上海博物馆藏

在著《大同書》的十幾年前，康有為就已初步形成了他的大同思想。1882年（光緒八年），康有為北京鄉試未中，南歸時經上海，接觸了大量西方書籍及相關思想，後經遊歷香港，所見所聞，1884年“悟大小齊同之理”，1885年著《幾何公理》，1886年著《康子內外篇》、《公理書》，1887年著《人類公理》，初步奠定了他的思想基礎。1895年公車上書，1898年戊戌變法，康有為欲將其政治思想運用於實踐中。變法失敗後，康有為經香港、日本、歐美諸國，對西方的政治制度有了進一步的認識。1901年旅居印度時著《大同書》，表明他的大同思想已趨於成熟。《大同書》全書分為甲、乙、丙、丁、戊、己、庚、辛、壬、癸十部。甲部為總論，提出人類的九界之苦：國界之苦、級界之苦、種界之苦、形界之苦、家界之苦、產界之苦、亂界之苦、類界之苦、苦界之苦；其它九部，分別描寫克服九界之苦的大同世界。在書中，康有為系統設計了一個人類大同社會，涉及政治、經濟、社會多個方面：政治民主，人人平等；經濟公有，人無私產；社會和諧，無家無國。
中国共产党中央委员会主席毛泽东在《论人民民主专政》中说“康有为写了《大同书》，他没有也不可能找到一条到大同的路。”在人民公社化运动开始后，毛泽东曾公开说“《大同书》所写就是我们共产主义者要建立的理想社会”，而且指示中共中央宣传部印了一本有关空想社会主义的资料，资料里面包含《大同书》的内容。